# Hetman Sahaidachny (F130)
La Hetman Sahaidachny (F130) fue una fragata de la clase Krivak (Proyecto 1135.1) en servicio con la marina de guerra de Ucrania. Botada en 1992, fue la nave insignia de esta rama militar. Fue hundida por su propia tripulación en 2022 durante la invasión rusa.

## Construcción y servicio
Fue botada en 1992. Fue inicialmente un buque del Proyecto 1135.1 de la marina de guerra de la URSS. Posteriormente pasó a manos de la Armada de Ucrania.
En enero de 2022 estaba por ser sometida a un overhaull con Ukroboronprom en Nicolaiev. Luego, durante la invasión, la tripulación de la fragata decidió hundir a su nave en el puerto de Nicolaiev para evitar su captura por el enemigo.

## Historia del barco
El barco fue botado el 5 de octubre de 1990 como patrullero "Kirov" en la grada del SBZ Zaliv en Kerch, por orden de las unidades navales de las tropas fronterizas de la KGB de la URSS. Fue el octavo barco de esta serie. La diferencia con el proyecto básico fue el equipamiento del barco con estabilizadores de balanceo activos. Lanzado el 29 de marzo de 1992. En junio del mismo año, el gobierno de Ucrania tomó la decisión de completar la construcción de un barco para las Fuerzas Navales, cuya formación acababa de comenzar. El barco recibió el nombre de "Hetman Sagaydachny" en honor al atamán del Registro de cosacos y del ejército de Zaporizhzhya, Pyotr Kononovich Konashevich-Sagaydachny .
Se unió al estado mayor de combate de la Armada de Ucrania el 2 de abril de 1993. El 4 de julio de 1993, se izó solemnemente la bandera naval en el buque insignia de la Armada de Ucrania. El primer comandante de la Armada de Ucrania, el vicealmirante Borys Kozhyn entregó la bandera al comandante del barco, el capitán de tercer rango Volodymyr Katushenko.
El primer viaje oficial del buque insignia ucraniano, previsto para 1994, se vio amenazado por la situación económica extremadamente inestable a finales de 1993, cuando la tasa de inflación alcanzó un récord del 2000 %. En esta situación, la financiación de la campaña fue asumida por el "Fondo para promover el desarrollo de la Flota del Mar Negro", que ya en aquel momento ayudó significativamente a la Armada, encabezada por un nativo de Lviv, Pavlo Havrishkevich.
En junio de 1994, a pesar de la situación extremadamente difícil, la fragata "Hetman Sahaidachny" realizó su primera visita oficial a Francia en la ciudad francesa de Rouen para celebrar el 50° aniversario del desembarco de las tropas aliadas en Normandía "Armada de la Libertad". Allí se convirtió en uno de los barcos más populares y fue visitado por más de 10 000 invitados. Una vez finalizadas las vacaciones de la "Armada de la Libertad", en el camino de regreso a las costas de la Patria, el "Hetman Sahaydachny" realizó con éxito un entrenamiento con el portahelicópteros francés "Jeanne d'Arc" . Ese día, la bandera amarilla y azul de Ucrania ondeaba orgullosa, confirmando su independencia.
El 3 de marzo de 1995, la fragata "Hetman Sahaidachny" inició el primer viaje al Océano Índico en la historia reciente de la Armada de las Fuerzas Armadas de Ucrania. Luego navegó con éxito en condiciones de navegación difíciles asociadas con el paso del estrecho y el transporte marítimo intensivo. Durante la campaña, los marineros militares ucranianos atravesaron el Canal de Suez y desembarcaron en la capital de los Emiratos Árabes Unidos, Abu Dhabi. Allí tuvo lugar la exposición de armas "Idex-95", en la que Ucrania también dio su primer paso en el mercado mundial del comercio de armas y equipo militar. Además, durante la transición en el Mar Rojo, la tripulación del barco completó con éxito la tarea del curso K-1, que se dice que es el boleto para todas las tareas en el mar.
Ese mismo año, el barco visitó el puerto de Varna (Bulgaria) y La Spezia (Italia). En 1996, al frente de un destacamento de barcos de la Armada de Ucrania, realizó el primer viaje transatlántico a Estados Unidos en el puerto de Norfolk. Paralelamente se realizaron (dos veces) visitas de negocios a los puertos de Gibraltar (Gran Bretaña) y Ponta Delgada (Portugal) en las Azores.
Del 29 de julio al 1 de agosto de 1996, participó en los ejercicios "Más-96" .
En 1996 visitó Poti, Estambul y Varna. En junio de 1999 realizó una visita oficial al puerto de Haifa como parte de un destacamento de barcos de la Armada de Ucrania destinados a Israel. En los años 2000-2004 visitó, solo y en grupos de barcos, varios puertos de Turquía y Bulgaria. En septiembre de 1999 participó en el ejercicio "Duel-99" .
En 2008, el barco participó durante tres meses en la operación antiterrorista de la OTAN "Active Efforts" en el mar Mediterráneo .
Del 22 de agosto al 21 de diciembre de 2012, estuvo en reparación programada en Sebastopol Shipyard PJSC. La empresa llevó a cabo la reparación planificada del muelle del barco, la reparación actual y de mantenimiento de las armas de misiles y artillería, las armas radiotécnicas y la reparación del interior del barco.
Según los acuerdos alcanzados en el marco de la asociación militar de Ucrania con la OTAN, está previsto que en el período comprendido entre septiembre de 2013 y enero de 2014, las fuerzas y medios ucranianos participen en el desempeño de las tareas en el marco de la operación antipiratería de la OTAN " Escudo Oceánico". Está previsto que la fragata de la Armada de las Fuerzas Armadas de Ucrania "Hetman Sahaidachny" junto con el helicóptero de cubierta Ka-27 y un grupo de propósito especial (equipo de reconocimiento) lleguen a la zona de operación.
En varias ocasiones acogió a bordo a estadistas de alto rango: el presidente de Ucrania, Leonid Kuchma, en 1996, 2000, 2001, el presidente de la Federación de Rusia, Vladímir Putin, en 2000, 2001, el presidente de Ucrania, Viktor Yushchenko, en 2005, el presidente de Ucrania, Viktor Yanukovych, en 2010.